# Pilgrimmene
For alternative betydninger Se: Pilgrim (flertydig)
Pilgrimmene (eng. Pilgrims, Pilgrim Fathers el. Pilgrim Mothers) er et almindeligt benyttet navn for de tidligste nybyggere i Plymouth kolonien (nuv. Plymouth, Massachusetts). De var en gruppe engelske religiøse separatister som emigrerede fra Europa til Nordamerika i begyndelsen af det 17. århundrede med det mål, at etablere en koloni, hvor de frit kunne praktisere deres puritanske religion og leve i overensstemmelse med deres egne love.
Lederne af kolonisterne kom fra en religiøs menighed, der tidligere var flygtet fra den politisk ustabile region East Midlands i England til de mere fredelige Nederlande. Bekymringer over muligheden for at gruppen skulle miste sin kulturelle og religiøse identitet førte til, at gruppen ville forsøge, at etablere en bosættelse i den Nye Verden. De økonomiske midler fik de fra engelske investorer, men kolonisterne blev hurtigt mødt af en lang række af problemer; herunder bureaukrati, utålmodige investorer, interne konflikter, sabotage, storm, sygdom og usikre relationer til de oprindelige indbyggere i det land de kom til. Den koloni de oprettede i 1620 blev imidlertid den kun anden succesfulde engelske bosættelse i det, der siden blev til USA. De er derfor blevet et centralt tema i amerikansk historie og selvforståelse.[kilde mangler]

## Historie

### Separatister i Scrooby
De personer, som senere kaldte sig the People (kendt som Pilgrim Fathers i Storbritannien), blev bragt sammen i en fælles tro på de idéer og principper Richard Clyfton prædikede. Han havde været sognepræst ved All Saints' Parish Church i Babworth, Nottinghamshire, mellem 1586 and 1605. Denne menigheds tro var af separatistisk karaktér, dvs. at medlemmerne ikke ønskede at tilhøre Church of England. I modsætning til de puritanske grupperne, som bibeholdt deres tilhørsforhold til England, mente de separatistiske grupper, at forskellighederne var så afgørende, at deres gudsdyrkelse ikke havde plads indenfor den centrale statskirkes traditioner og organisation.
Pilgrimmene var imidlertid den eneste gruppe i det puritanske miljø, der forsøgte sig med en fuldstændig fysisk adskillelse fra den engelske kirke. William Brewster, en tidligere diplomatisk assistent i Nederlandene, boede i Scroobys hovedhus. Han var landsbyens postmester og ærkebiskoppen af Yorks bailiff. Han var blevet så imponeret af Clyftons prædikener, at han også var begyndt, at deltage i separatisten John Smyths prædikener i Gainsborough, Lincolnshire.
Separatismen havde i været kontroversiel i en periode; siden indførelsen af Act of Uniformity 1559 havde det været forbudt ikke at deltage i den officielle gudstjeneste hos Church of England, udeblivelse blev straffet med en bøde på 12d (svarer til £5)
for hver søndag eller helligdag. Straffen for at deltage i uofficielle gudstjenester omfattede fængsel og endnu større bøder. De separatistiske prædikanter Barrowe og Greenwood var i 1593 begge blevet henrettet i henhold til denne lov.
I hovedparten af Brewsters embedsperiode (1595-1606) havde hans ærkebiskop været Matthew Hutton, og han havde udvist en vis sympati for puritanismen (dog ikke direkte for separatisterne), bl.a. i et brev til udenrigsministeren Robert Cecil i 1604:

The Puritans (whose phantasticall zeale I mislike) though they differ in Ceremonies & accidentes, yet they agree with us in substance of religion, & I thinke all or the moste p[ar]te of them love his Ma[jes]tie, & the p[re]sente state, & I hope will yield to conformitie. But the Papistes are opposite & contrarie in very many substantiall pointes of religion, & cannot but wishe the Popes authoritie & popish religion to be established.

I visse kredse havde man håbet, at religiøs forsoning ved James 1.s magtovertagelse ville gøre selvstændighed mulig. Men ved et møde på Hampton Court i 1604 nægtede puritanerne at gøre nogen indrømmelser overfor Church of England. Det betød at bl.a. Clyfton blev erklæret nonkonformist og frataget hans embede i Babworth. Brewster inviterede derpå Clyfton til at bo i hans eget hjem.
Da ærkebiskop Huttons døde i 1606, blev Tobias Matthew valgt som hans efterfølger. Matthew havde været en af kongens vigtigste støtter ved mødet i 1604,
og han begyndte straks at udrense sit stift for nonkonform indflydelse, herunder både separatisme og papisme. Ulydige gejstlige blev fjernet og fremtrædende separatister blev arresteret, idømt bøder og fængslet.
På det tidspunkt sørgede Brewster for at Clyftons menighed kunne mødes privat i hans hus i Scrooby. Fra 1606 blev der afholdt gudstjeneste der. Kort tid efter flyttede Smiyth og medlemmerne af Gainsborough gruppen til Amsterdam for at slippe bort fra forfølgelserne.
Brewster blev senere in absentia idømt en bøde på £20 for ikke at følge den officielle kirke.
I september 1607 var han blevet nødt til at træde tilbage som postmester,
og på det tidspunkt havde menigheden besluttet af følge efter Smyths gruppe til Amsterdam.
Et af Scroobygruppens medlemmer, William Bradford havde ført en journal over de begivenheder, der hændte for menigheden; den blev senere udgivet med titlen Of Plymouth Plantation. Om denne periode skrev han:

But after these things they could not long continue in any peaceable condition, but were hunted & persecuted on every side, so as their former afflictions were but as flea-bitings in comparison of these which now came upon them. For some were taken & clapt up in prison, others had their houses besett & watcht night and day, & hardly escaped their hands; and ye most were faine to flie & leave their howses & habitations, and the means of their livelehood.

Gruppen var ikke blevet udsat for direkte og aktiv forfølgelse, men medlemmer havde oplevet både kirkelige efterforskninger og spot, hån og kritik fra lokalsamfundet.

### Udvandringen til Nederlandene
Da det i første omgang ikke var muligt at få de papirer, der kunne gøre det muligt at udvandre lovligt, forsøgte nogle af menighedens medlemmer at rejse hemmeligt, eller bruge bestikkelse. Et forsøg i 1607 blev opdaget, da en gruppe havde charteret en båd i Boston, Lincolnshire. Alle blev fængslet, men blev løsladt i løbet af det næste års tid. I foråret 1608 havde man arrangeret, at hollandske søfolk samlede medlemmer af menigheden op ved udløbet af Humber; da mændene var kommet om bord opdagede man imidlertid et kompagni soldater, der nærmere. Skibet skyndte sig at kaste anker, og kvinder og børn blev derfor efterladt på stranden. De blev dog hurtigt løsladt igen uden at blive anklaget for noget. I sidste ende udvandrede mindst 150 medlemmer af menigheden til Nederlandene, hvor de sluttede sig til Smyths gruppe; han havde tilsluttet sig Exiled English Church, der blev ledet af Francis Johnson (1562-1617), Barrowes efterfølger. Scroobygruppen blev der omkring et år, men modsætningerne mellem Smyth og Johnson blev større.
Smyth var bl.a. tilhænger af idéen om den troendes egendåb, som både Clyfton og Johnson var modstandere af. En mindre gruppe flyttede derfor til Leiden for at undgå stridighederne. I Leiden fik mange af de engelske emigranter arbejder i byens blomstrende industri, mens flere af især de ledende medlemmer fik ansættelse ved byens universitet, bl.a. Brewster. En gruppe forblev dog økonomisk afhængige af deres fæller.
Om årene i Leiden skrev Bradford:

"For these & other other reasons they removed to Leyden, a fair & bewtifull citie, and of a sweete situation, but made more famous by ye universitie wherwith it is adorned, in which of late had been so many learned man. But wanting that traffike by sea which Amerstdam injoyes, it was not so beneficiall for their outward means of living & estats. But being now hear pitchet they fell to such trads & imployments as they best could; valewing peace & their spirituall comforte above any other riches whatsoever. And at length they came to raise a competente & comforteable living, but with hard and continuall labor.

Robinson, menighedens nye pastor, deltog i en række debatter på universitetet (se fx Synoden i Dort), de omhandlede særligt stridspørgsmålene, der skilte calvinisterne og armaninisterne; Robinson var på calvinisternes side. Brewster havde fået rigmanden Thomas Brewer til at investere i en sættemaskine, og begyndte han udgive disse debatter på et lokalt trykkeri i 1616.
Det blev imidlertid efterhånden klart for menigheden, at gruppen risikerede udslettelse, hvis de forblev i Nederlandene; børnene blev mere og mere hollandske, mens forældrene havde svært ved at vænne sig til den fremmede kultur og sprog.

### Beslutning om atter at udvandre
På trods af, at menigheden befandt sig i en relativt sikker og stabil situation i 1617, var der en række uløste problemer. Bradford havde noteret sig, at menigheden gennemsnitsalder var blevet højere, hvilket primært skyldtes de vanskeligheder nogen af dens medlemmer havde med at forsørge sig selv. Andre, som havde brugt hele deres opsparing, var vendt tilbage til England, og man frygtede, at flere ville følge efter. Problemerne med at finde arbejde til alle gjorde det samtidigt svært at tiltrække nye medlemmer til Leiden, og de yngre medlemmer var begyndt at forlade byen, for at finde arbejde andre steder. Dertil kom, at mulighederne for missionering var begrænsede i det stærkt protestantiske område af Nederlandene.
Bradford foreslog disse begrundelserne for udvandring, da han beskrev den modløshed" det hårde liv i Nederlandene medførte, og om håbet om at tiltrække andre, ved at finde "en bedre og lettere sted at leve "; gruppens "børn" blev også "draget væk af onde forbilleder, og ledt ind på en løssluppen og farlig kurs ". Han fortæller derpå om det "store håb, om at udbrede og fremme Kritus’ riges evangelium i disse fjerne egne af verden", dvs. Nordamerika.
Mange af de begrundelser Edward Winslow beskrev, ligner Bradfords. Udover de økonomiske bekymringer og mulighederne for mission, lagde han også vægt på vigtigheden af, at menighedens medlemmer beholdte deres engelske identitet, kultur og sprog. Han skrev også, at man mente at den engelske kirke i Leiden kun gjorde lidt nytte dér.
Dengang var udvandring til et sted som Amerika var forbundet med mange vanskeligheder. Der var mange historier i omløb om mislykkede bosætningsforsøg, om de krigeriske indfødte, og at der ikke fandtes ordentlige fødekilder. Rejser over havet var dengang altid forbundet med stor fare, og man udsatte også sig selv for ukendte sygdomme. Samtidig var den politiske situation i Nederlandene på vej til at blive ustabil; det var usikkert hvor længe våbenhvilen i det, der siden hen blev kendt som Firsårskrigen, ville holde, og man frygtede derfor hvad der ville ske, hvis spanierne kom til Leiden Man overvejede flere destinationer, fx Guyana, hvor hollænderne allerede havde etableret en koloni i Essequibo, eller i området nær den engelske koloni i Virginia. Det var et sted, som umiddelbart virkede attraktivt, pga. den beskyttelse, den ældre koloni kunne tilbyde, på den anden side frygtede man, at genskabe den politiske situation, man i første omgang var flygtet fra i England, hvis man bosætte alt for nær. London Company, der administrerede Virginia, rådede over et enormt område i Nordamerika, det var derfor muligt at bosætte sig i et fjernere liggende område.[kilde mangler]

#### Forhandlinger
To medlemmer af menigheden, Robert Cushman og John Carver, blev i 1619 sendt til England for at anmode om et stykke land. Forhandlingerne med London Company blev imidlertid forsinkede pga. interne konflikter i Kompagniet, men i sidste ende sikrede de sig rettighederne til et landområde Virginia, på vegne af John Wincob.
The charter was granted with the king's condition that the Leiden group's religion would not receive official recognition.
På grund af fortsatte problemer internt i London Company gik forberedelserne i stå. Menigheden blev også kontaktet af et konkurrerende hollandske kompagnier, og muligheden for at etablere sig ved Hudson River blev diskuteret. Disse forhandlinger blev dog afbrudt på opfordring af en engelsk handelsmand, Thomas Weston, der forsikrede menigheden om at han kunne løse deres problemerne omkring forsinkelserne hos London Company.
Weston vendte rent faktisk tilbage med et reelt alternativ, da han fortalte at et engelsk selskab havde fået overdraget rettighederne til et landområde, der lå nord for Virginia Companys område, og derfor udenfor den eksisterende regering i Virginias kontrol; i et område kaldet New England. Dette var dog kun delvist sandt, den nye overdragelse ville komme, men først i slutningen af 1620, da Plymouth Council for New England modtog sit charter. Forventningen var at især fiskeri kunne danne grundlag for en profitabel forretning.
Et andet forhold blev holdt hemmeligt indenfor en lille gruppe; Nye investorer, der var trådt ind i kredsen bag foretagendet, havde krævet ændringer i de betingelser, kolonisterne måtte indgå før rejsen. Hidtil underskrev de en syvårig kontrakt (indentured servitude), der betød, at de fik overdraget jorden og ikke var forpligtet overfor investorerne når de syv år var gået. Den hemmelige ændring var, at halvdelen af koloniens jord og øvrige ejendom skulle tilfalde investorerne efter de syv, og at nybyggernes ret til to om ugen, hvor de ikke arbejdede for kompagniet faldt bort.

### Forberedelser
Det var ikke muligt for alle i menigheden, at rejse med på den første rejse. Det var fx ikke muligt for alle, at afslutte deres økonomiske affære indenfor det korte tidsrum, som var til rådighed, da betingelserne endeligt var på plads. Midlerne var også begrænsede, så det ikke var muligt at skaffe forsyninger til alle. Det blev besluttet, at den første bosættelse skulle foretages af primært de yngre og stærkeste medlemmer; de øvrige skulle følge efter, når der var mulighed for det.
Præsten Robinson skulle blive tilbage sammen med størsteparten af menigheden i Leiden, mens Brewster skulle lede gruppen i Amerika. Den amerikanske menighed skulle fungere uafhængigt af den i Leiden, men medlemmer, der flyttede mellem de to menigheder skulle automatisk kunne blive tildelt medlemskab i dem begge.
Da de alle personlige og økonomiske sager var blevet ordnet, blev der indkøbt forsyninger og et mindre skib, Speedwell, blev anskaffet. Det skulle bruges til transporten til England, og derefter sejles til kolonien, hvor det kunne blive brugt til fiskeri. En besætning blev hyret for et år. Et andet og større skib, Mayflower, blev hyret til transport og udforskning.

#### Brewsters illegale arbejde
Mens disse forberedelserne til udvandringen stod på, blev William Brewster involveret i en religiøs strid i Skotland. I 1618 havde kong James 1., der både var engelsk og skotsk konge udstedt Five Articles of Perth, som i Skotland blev opfattet som et forsøg på at knuse deres prebytiske tradition. I april var pamfletter, der kritiske overfor loven, og som var fremstillet af Brewster, smuglet ind i Skotland. De blev sporet tilbage til Leiden, og da myndighederne i juli fandt ud af, at han opholdt sig i England, forsøgte man forgæves at pågribe ham. Den engelske ambassadør i begyndte samtidig at lægge pres på de nederlandske myndigheder, for at få dem til at udvise Brewster. I september forsøgte man igen at pågribe ham, men det lykkedes kun at tilbageholde Thomas Brewer, Brewsters finansielle støtte. Brewster opholdssteder indtil kolonisternes afrejse er ukendte, men Brewer blev sendt til England, hvor han i 1626 blev idømt 14 års fængsel, for at udgive ulovlige religiøse tekster.

### Rejsen
I juli 1620 forlod Speedwell Delfshaven med kolonisterne fra Leiden om bord. i Southampton mødtes de med Mayflower og de øvrige kolonister, der var blevet hyret af investorerne. Efter de sidste forberedelser var blevet gjort begyndte de to fartøjer deres rejse i august. Kort efter rapporterede Speedwells besætning, at de tog vand ind, og de måtte gå ind i Dartmouth, Devon. Her blev skibet undersøgt for lækager og tætnet. Det næste forsøg førte dem kun til Plymouth, og det blev besluttet, at Speedwell ikke var sødygtigt. Senere blev det klart, at nogle af besætningen bevidst havde fået skibet til at lække, for på den måde at slippe ud af deres etårige kontrakt. Mayflower fortsatte derpå rejsen alene. Af de 121 passagerer var det kun de 102, der oprindeligt skulle have sejlet med Mayflower. Af dem var omkring halvdelen kommet fra Leiden, om kun ca. 28 af de voksne var medlemmer af menigheden. I september lykkedes det endeligt den reducerede ekspedition at sejle af sted.
I begyndelsen gik turen uden problemer, men senere mødte de stærk vind op til stormstyrke. Under et af disse stormvejr knækkede bommen på en mast, og det blev diskuteret, hvorvidt de skulle vende om, selvom de allerede var over halvvejs til deres destination. Det lykkedes dog at reparere skibet, og de fortsatte derpå rejsen. En af passagerne, John Howland, blev på et tidspunkt skyllet overbord, men fik fat i et reb og blev derfor reddet.
Et enkelt besætningsmedlem og en af passagerne døde under overfarten, men der blev også født et barn, som blev kaldt "Oceanus".

### Ankomsten til Amerika
I november fik de land i sigte ved Cape Cod, som lå indenfor det territorium de var blevet lovet af Weston. De forsøgte at sejle rundt om kappet mod Hudson River, ligeledes indenfor New England territoriet, men farvandet var vanskeligt at passere, så de besluttede at sejle mod nord i stedet. De kastede anker, hvor det nuværende Provincetown Harbor.

#### Mayflower overenskomsten
Da Plymouth Council for New Englands charter endnu ikke var blevet færdigt, på det tidspunkt da kolonister forlod England (det blev overleveret under deres overfart), ankom de i realiteten uden rettigheder og forpligtelser.) Wincob patent stammede fra deres afbrudte forhandlinger med London Company. Nogle af passagerne, der var klar over situationen, mente derpå, at de uden et patent var frie til at gøre som de ønskede, og at de derfor kunne ignorere deres kontrakt med investorerne. For at imødekomme dette problem blev der udformet en kortfattet kontrakt om samarbejdet mellem nybyggerne fremover. Den blev senere kendt som "Mayflower overenskomsten". Intentionen med den var at underbygge "…the general good of the Colony unto which we promise all due submission and obedience", og den blev vedtaget, da flertallet af de 41 voksne mænd støttede den. Samtidig blev John Carver valgt som koloniens første guvernør.

#### Første landfald
En yderligere og omhyggelig udforskning af området blev forsinket i to uger, da den medbragte chalup delvist var blevet skilt ad og beskadiget under overfarten. Mindre grupper vadede dog ind til kysten for at samle brænde og vaske sig, hvilket ikke havde været muligt under overfarten. Der blev dog foretaget mindre ekspeditioner, og de opdagede flere ældre bygninger, som de mente var bygget af både europæere og indfødte, og nogle få opdyrkede marker. Nær kysten fandt de en gravhøj, som de udgravede, og nærved fandt de endnu en høj, hvor en nyligt afdød indfødt begravet i. I graven fandt de forskellige gravgaver, bl.a. mad, som de tog, fordi de frygtede snart at sulte. Graven dækkede de atter til. De gemte nogle majskolber, som de regnede med at kunne bruge som såsæd. Da chaluppen var blevet repareret kunne de udforske et større område, og Bradford beretter: 

"They also found two of the Indian's houses covered with mats, and some of their implements in them; but the people had run away and could not be seen. They also found more corn, and beans of various colours. These they brought away, intending to give them full satisfaction (repayment) when they should meet with any of them, – as about six months afterwards they did.

"And it is to be noted as a special providence of God, and a great mercy to this poor people, that they thus got seed to plant corn the next year, or they might have starved; for they had none, nor any likelihood of getting any, till too late for the planting season."

I december var størsteparten af passagererne og besætningen blevet syge, mange led af en kraftig hoste eller havde skørbug. De havde allerede været udsat for den første sne og is, hvilket hindrede udforskningen. I løbet af den første vinter døde næsten halvdelen af dem.

#### Kontakt
I december genoptog de udforskningen af kysten, og en lille gruppe gik i land i det område, der var beboet af nausetfolket. De så indfødte på stranden, der imidlertid løb væk da kolonisterne gik dem i møde. Længere inde i landet fandt de flere gravhøje; en af dem indeholdt agern, som de udgravede, andre besluttede de ikke at røre. Da de overnattede på stranden hørte de skrig nær deres lejr, og de følgende morgen blev de mødt af indfødte, der skød mod dem med pile. Kolonisterne greb deres skydevåben og skød tilbage, derpå jagede de efter de indfødte ind i skoven, men de fandt dem ikke. I de følgende måneder havde de europæiske kolonister ingen kontakt med de indfødte.
Den lokale befolkning i New England havde været i kontakt med englændere i en længere periode; de havde med mellemrum besøgt område for at fiske og handle allerede før Mayflower var ankommet.. I Cape Cod området havde relationerne imidlertid været dårlige, hvilket skyldtes et besøg af Thomas Hunt nogle år tidligere. Hunt havde kidnappet tyve personer fra Patuxet og syv fra Nauset, og havde derpå forsøgt at sælge dem som slaver i Europa. En af disse fanger var Tisquantum, han ville senere blive en af Plymouth koloniens allierede. Pokanoketfolket, der også levede i området, var ligeledes fjendtligt indstillede over for englændere, efter deres landsby var blevet overfaldet af en gruppe, som havde skudt fangerne. Da Mayflower var nået frem, havde der således allerede været tilfælde af gensidige drab på Martha's Vineyard og Cape Cod.

#### Bosættelse
På en sejlads vestpå knækkede chaluppens ror og mast under en storm, og sejlet gik tabt. Da roede ind mod land fandt de en naturlig havn bag de nuværende Duxbury og Plymouth barrier beaches, og der tumlede de i land i mørket. De blev på stedet de næste to dage, for at hvile ud og reparere udstyret. Derpå fortsatte de udforskningen og krydsede fastlandet, hvor de undersøgte det område, hvor kolonien i sidste ende ville blive anlagt. Området blev fundet særdeles fordelagtigt, da det allerede var blevet ryddet, og de høje bakker kunne bruges som defensive positioner. Stedet var kendt som Patuxet af Wampanoagfolket, og var forladt få år før, da indbyggerne var blevet udryddet af sygdom. Beretningerne tyder på at landsbyen var blevet ramt af kopper, som var blevet indført af europæiske handlende.[kilde mangler] Udbruddet må have været yderst alvorligt, da kolonisterne opdagede ubegravede skeletter i de forladte huse. Sygdommen betød også, at kolonisterne ikke blev mødt af nævneværdig, da de slog sig ned dér.
Udforskningsholdet vendte tilbage til Mayflower i slutningen af december. Da skibet var langt overvejede man kun at bosætte sig i det nærliggende område. Stedet ved Plymoth Hill blev derpå valgt. Byggeriet blev påbegyndt med det samme, og de første fælleshuse stod klar i løbet af januar 1621. Enlige mænd blev påbudt at slutte sig til en familie, og disse udvidede familier blev tildelt et jordlod, hvor de kunne bygge deres eget hus. Forsyninger blev bragt i land, og bosættelsen stod næsten klar i februar. I siden den første landgang til havde kun 47 af kolonisterne i marts overlevet de sygdomme de havde pådraget sig om bord på skibet. Og i den værste periode havde kun seks været i stand til at finde føde og tage sig af de resterende. Halvdelen af Mayflowers besætning var ligeledes døde. På det tidspunkt indgik kolonien en fredsaftale med Wampanoagfolket.
William Bradford blev ny guvernør i 1621, da Carver døde, han bestred posten de følgende elleve år, og blev valgt til flere yderligere perioder frem til sin død i 1657. I 1691 blev Massachusetts Bay-kolonien omorganiseret og pilgrimmenes koloni i Plymouth ophørte derpå med at fungere som en selvstændig koloni.

## Religion
Pilgrimmene tilhørte den puritanske bevægelse, som fik stor udbredelse i især England i 17. århundrede. Medlemmerne af puritanske menigheder ønskede at rense (eng.: purify) den officielle anglikanske kirke for alle former for verdslig pragt. I stedet ville de genskabe den oprindelige kirke, sådan som puritanerne mente apostlene havde ønsket den skulle være. De mente derfor at biblen var den eneste sande religiøse tekst, og den eneste kilde til sande lære. Alle senere tilføjelser og traditioner havde således ingen plads i kristendommen mente de. Pilgrimmene var ydermere en del af en yderligtgående separatistisk undergruppe indenfor puritanismen; dens tilhængere ønskede helt at forlade statskirken frem for at reformere den indefra, som de mere moderate grupper ønskede. Det var ønsket om at afholde gudstjeneste udenfor den officielle kirke, der drev pilgrimmene væk fra England.
Menighedens vigtigste religiøse figur var John Robinson, han havde oprindeligt været Scroobymenighedens præst, og var blevet separatisternes leder gennem årene i Leiden. Han satte aldrig selv sin fod i Amerika, men hans teologiske udtalelser kom alligevel til at få stor indflydelse på kolonien i New Englands udformning og karaktér. Fx havde han det synspunkt, at mænd og kvinder, som resultat af de naturlige love, havde forskellige sociale roller; i guds øjne var ingen af de to køn mindre værd end det andet, men Robinson tillagde alligevel ved flere lejligheder kvindens opgaver en mindre værdi, bl.a. kaldte han kvinden det "svagere fartøj". Vedrørende religiøs forståelse og belæring mente han, at det var mandens opgave at uddanne og vejlede kvinden. Han erklærede også at, kvinden skulle være undergivet hendes ægtemand. Dertil dikterede Robinson også hvad den korrekte form for børneopdragelse var – han foreskrev en streng opvækst der omfattede hyppig brug af fysisk vold. Han mente at, et barns naturlige tendens til at gøre sig uafhængig var en manifestation af arvesynden, og at den derfor skulle undertrykkes.
Hver by i Plymouth-kolonien blev betragtet som en selvstændig menighed; i de senere år blev nogle af de største byer yderligere opdelt i mindre menigheder. Mens kirkegang var obligatorisk for alle koloniens indbyggere, var medlemskab af kirken begrænset til de, der havde modtaget Guds nåde gennem personlig konversion. Tilsyneladende var fremsigelse af en simpel trosbekendelse det eneste krav, hvilket var en langt mere liberal tilgang end flere af de puritanske menigheder, som i årene efter pilgrimmenes ankomst slog sig ned i Massachusetts Bay-kolonien. Her var det almindeligt at proselytter blev underkastet strenge og detaljerede krydsforhør om deres tro. Der fandtes ingen central myndighed for pilgrimmenes kirker, og det var overladt den enkelte menighed selv at bestemme sin egne standarder, administrere sine forhold og ansætte sine egne præster.
Kirken var den allervigtigste sociale institution for Pilgrimmene. Biblen var ikke alene den mest centrale religiøse tekst, den fungerede også som det juridiske grundlag for det samfund, gruppen grundlagde i Amerika. Medlemskab af kirken havde stor social betydning. Uddannelse havde udelukkende et religiøst formål, og lovene for kolonien gjorde det til forældrenes pligt, at sørge for deres børns uddannelse, så de som minimum var i stand til at læse biblen og forstå de grundlæggende principper for den kristne religion." Det blev forventet at, familiens mandlige overhoved var ansvarlig for hele husstandens religion, herunder både børn, tjenestefolk.
Hovedparten af Pilgrimmenes kirker benyttede to sanktionsformer overfor deres medlemmer; kritisk samtale og ekskommunikation. Den kritiske samtale var en formel reprimande for opførsel, der ikke var acceptable indenfor samfundets sociale og religiøse normer, mens ekskommunikation betød fuldkommen udstødelse af kirken. Handlinger, der blev betragtet som udslag af ondskaben, som fx hor og offentlig fuldskab, blev i reglen behandlet indenfor det kirkelige system frem for det civile retssystem. Sanktioner pålagt af kirken havde imidlertid normalt ingen virkning udenfor kirken, og førte sjældent til egentlige domshandlinger. De var alligevel virkningsfulde redskaber til social kontrol, pga. kirkens store betydning i lokalsamfundet.
Bryllup blev anset som en civil ceremoni frem for en religiøs. Det er sandsynligvis en idé der stammer fra menighedens ophold i Leiden, da det var en udbredt opfattelse i Nederlandene. Pilgrimmene anså dog stadig ægteskabet som en bibelsk institution, der var blot intet sted i skrifterne, hvor der stod at en præsts tilstedeværelse var nødvendig.
Pilgrimmene praktiserede barnedåb, og den offentlige dåbsceremoni fandt normalt sted indenfor seks måneder efter fødslen.

## Beklædning
Modsat det populære billede af pilgrimmene havde de tidlige bosættere af Plymouth-kolonien – i hvad der nu hedder Plymouth, Massachusetts – ikke udelukkende sort tøj, spænder eller sorte, spirende hatte. Ifølge Plimoth Plantage historiker James W. Baker, blev dette billede skabt i det 19. århundrede da seler var et tegn på malerisk dygtighed. Dette er også grunden til at malere gav Julemanden seler.

## Eksterne link
- First Parish Church Arkiveret 9. august 2018 hos  Wayback Machine, Den oprindelige Plymouth menighed
- Fotografier af steder relateret til Pilgrimmene Arkiveret 11. juli 2011 hos  Wayback Machine
- Pilgrim Hall Museum Historie og genstande relateret til Pilgrimmene
- Mayflower Steps Information om Mayflower og de udvandrende Pilgrimme.
- Pilgrimmenes skibe fra 1602 til 1638